# Sorex alaskanus
Sorex alaskanus es una especie de musaraña de la familia soricidae.

## Distribución geográfica
Es endémica de Alaska en los Estados Unidos.